# قیدار (خدابنده)
شهرستان خدابنده یکی از شهرستان‌های جنوبی استان زنجان در ایران است. مرکز این شهرستان شهر قیدار است. در منابع تاریخی و محلی، این ناحیه با نام خمسه نیز یاد شده و شامل شهرهایی چون قیدار، زرین‌رود، سهرورد، کرسف، گرماب و نوربهار بوده‌است.
در دوره‌های صفویه و قاجاریه، این ناحیه ذیل حوزهٔ اداری-تاریخی آذربایجان ثبت شده‌است و کاربرد نام خمسه تا اوایل قرن چهاردهم خورشیدی در منابع محلی استمرار داشته‌است.
محال خمسه
به پنج ناحیه جنوبی استان‌زنجان یعنی،قيدار، زرین‌رود، سهرورد، کرسف و گرماب گاهی نور بهار اطلاق میشود که مرکز آن قیدار است و این پنجگانه در تقسیمات کشوری کنونی، شهرستان خدابنده را تشکیل میدهند. این نام در گفتار محلی و برخی اسناد بومی همچنان به عنوان یادگار تقسیمات تاریخی باقی مانده‌است.
قیدار (دارالمؤمنین)
قیدار مرکز شهرستان خدابنده است و در برخی منابع محلی با لقب دارالمؤمنین شناخته می‌شود که ناظر به جایگاه مذهبی و حضور حوزه‌های علوم دینی در آن است.
قیدارنبی
.

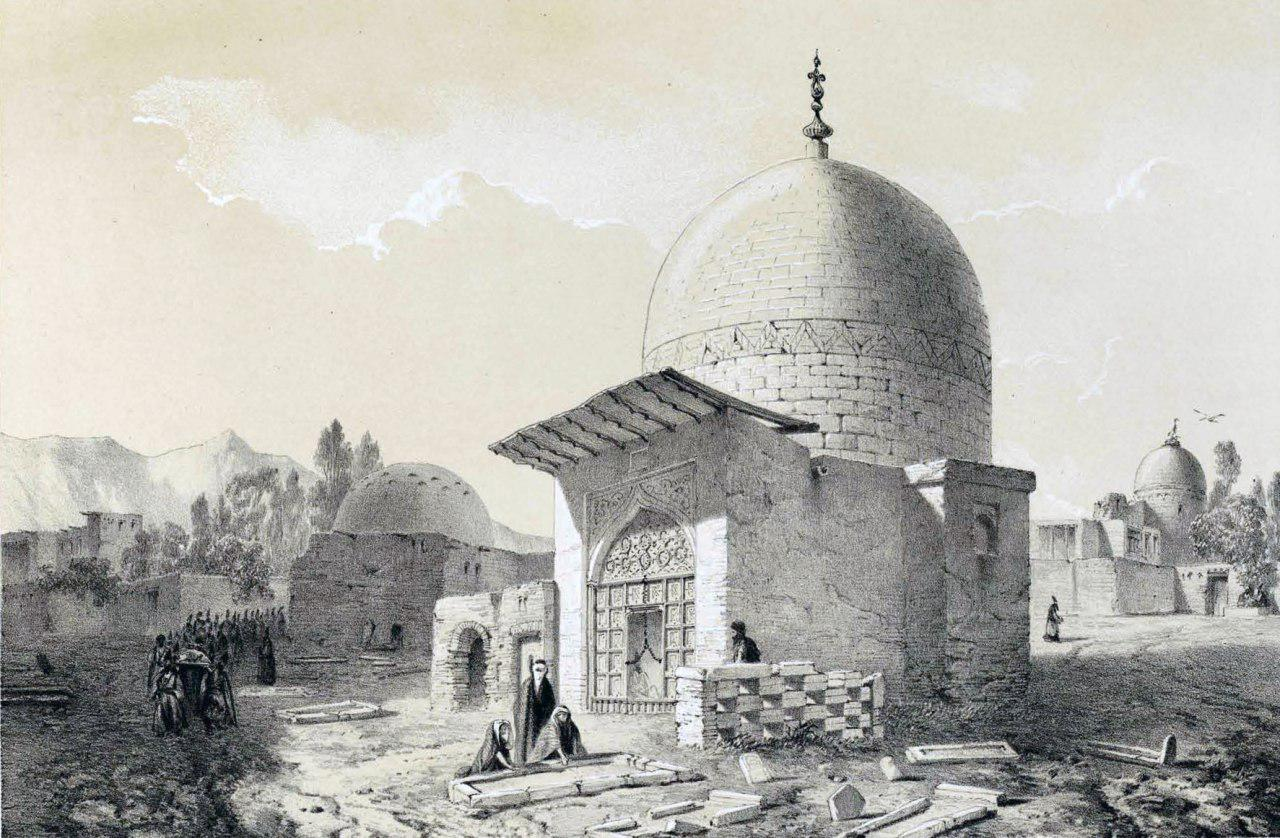
نقاشی، اثر اوژن فلاندن در سفر به ایران، همراه پاسکال کوست در سال ۱۲۲۰ خورشیدی در زمان محمدشاه قاجار

در منابع روایی شیعه، قیدار نبی به‌عنوان فرزند اسماعیل و نیای سی‌ام محمد، پیامبر اسلام، معرفی شده‌است. در کتاب جلاءالعیون اثر محمدباقر مجلسی و منتهاج‌البراءة تألیف میرزا حبیب‌الله هاشمی خویی، شجرهٔ قیدار به ابراهیم و آدم منسوب شده‌است.
در برخی منابع، انتساب بقعهٔ موجود در شهر قیدار به این پیامبر، با استشهاد ۶۵ نفر از علمای طراز اول تأیید شده‌است. این بنا در دورهٔ ایلخانی، پس از تخریب توسط بلغار خاتون، در سال ۷۱۹ هجری قمری تجدید بنا شد و در سال ۱۳۱۹ قمری توسط جهانشاه‌خان امیرافشار مرمت گردید.
در کتاب اثبات‌الوصیة منسوب به علی بن حسین مسعودی، روایتی دیگر آمده‌است که محل دفن قیدار نبی را کوهِ ثَبیر معرفی می‌کند.
گردشگری
از مناطق گردشگری قیدار و شعاع ۴۵ کیلومتری آن، مسجد جامع سلجوقی سجاس، باغ‌ها و دشت‌های دوتپه، جنگل‌های سهرورد، گنبد سلطانیه، سد گلابر، بند امیر و باغات و چشمه کرسف و غار کتله‌خور است.

## مردم و جمعیت

### جمعیت
جمعیت این شهر در سرشماری سال ۱۳۹۵ برابر با ۳۴،۹۲۱ نفر بوده است.

### زبان و مذهب
زبان مردم شهر قیدار ترکی آذربایجانی است و مردم این شهر همگی مسلمان و شیعه مذهب هستند.

### مسیرهای دسترسی
- مسیر تبریز زنجان سلطانیه قیدار
- مسیر قزوین تاکستان ابهر قیدار
- مسیر همدان کبودراهنگ قیدار
- مسیر سقز دیواندره بیجار قیدار